# だいまじん
だいまじんは、リップジャムに所属する栃木県・埼玉県を拠点に活動する日本のお笑いコンビ。2001年結成。

## メンバー
- だいじ（1973年11月19日 - ） - ツッコミ担当。
  - 本名は山根 大嗣[2]。大阪府高槻市出身。血液型O型。既婚者。
  - かつては「No.11」（ナンバーイレブン）というコンビを組んでいた[2]。

- じんのすけ（1972年11月15日 - ） - ボケ担当。
  - 本名は鈴木 隆志[1]（旧姓）。栃木県大田原市出身。血液型A型。既婚者。
  - かつては「イジョリーズ」というコンビを組んでいた[2]。

## 出演

### テレビ番組
- パワフルJUMP!（とちぎテレビ）
- だいまじんが栃木のラーメンを食べつくす“店主のこだわり”（とちぎテレビ）
- U字工事のShake-Hands!（2014年、とちぎテレビ） - ナレーター
- ひるたま（テレビ埼玉） - 木曜コーナー「茶飲み時事放談」→「だいまじんの公民館劇場」→「勝手にキャッチコピー」担当
- ごごたま（テレビ埼玉） - 火曜コーナー「Oh! しかけ隊」担当、水曜パーソナリティ
- はっぴーママTV（テレビ埼玉） - 育児雑誌『はっぴーママ埼玉』の関連番組。

### ラジオ番組
- だいまじんのぼっこれマンデーナイト（栃木放送）
- だいまじんのケイリン a GO! GO!（栃木放送）

### CM
- だいまじんのだいじまん（テレビ埼玉） - 2人が埼玉県内各地の道行く人々に「あなたの自慢は？」と訪ねて回るスポットCM[3]。

### 舞台
- だいまじんプロデュース公演 しばイブ 2人芝居 だいじ（2010年7月9日・10日・11日、宇都宮市悠日）[4]

### その他
- とちてれ★アニメフェスタ! - MC

## だいじ個人での出演

### テレビ番組
- とちぎ発!旅好き!（2005年 - 2019年、とちぎテレビ） - ナレーター
- Ride ON!（2013年 - 、とちぎテレビ）
- パッチワークキルト作家 比企洋子の結美のひととき（とちぎテレビ） - 聞き手
- イブニング6Plus（2017年 - 2019年、とちぎテレビ） - 火曜 - 木曜サブキャスター
- イブ6プラス（2019年 - 、とちぎテレビ） - 火曜 - 木曜メインキャスター
- U字工事の旅!発見（2019年 - 、とちぎテレビ）- ナレーション

## じんのすけ個人での出演

### テレビ番組
- うたの王様（とちぎテレビ） - 司会
- ゴルフの王様！ → ゴルフの王様！II→真・ゴルフの王様！（とちぎテレビ） - 司会
- Continental STYLE（とちぎテレビ）
- 金子柱憲のみんなdeゴルフ〜ゴルフをみんなのスポーツへ！〜（とちぎテレビ） - 司会
- LOVEGOLF 「ゴルフ愛」を共感できるTV-SHOW!!（とちぎテレビ） - 司会
- 柱憲・麗香の全力ゴルフマッチ ガチゴル（とちぎテレビ） - 司会
- 飯合肇のゴルフ、はじめの一歩（2016年、とちぎテレビ） - アシスタント[5][6]